# Lithotomie
Pour le tableau du même nom, peint par Jérôme Bosch, voir La lithotomie.
La lithotomie (du grec λίθος lithos, pierre et -τομία -tomia « coupe, césure », de τέμνω témnō « couper » d'où « taille de la pierre ») est un terme médical décrivant une ancienne intervention chirurgicale où l'on coupait ou broyait la pierre dans la vessie (calcul de vessie, lithiase vésicale) au moyen du lithotome (sorte de pince ou broyeur). Du point de vue moderne, c'est une lithotritie.
On appelle « opération de la taille » une opération encore plus ancienne qui consiste à inciser la chair et la vessie pour extraire la pierre. Du point de vue moderne, c'est une cystotomie. Historiquement , et dans tous les cas, le terme de « taille » est le plus souvent employé jusqu'au XIXe siècle. Il est généralement accolé au terme « appareil ».
La taille par le « bas » ou le « haut appareil », précise le siège de l'incision (basse ou périnéale, haute ou sus-pubienne ou hypogastrique), la taille par le « petit » ou le « grand appareil » précise l'instrumentation (petit appareil, 2 ou 3 instruments simples ; grand appareil, nombreux instruments sophistiqués).

## La lithiase vésicale
C'était historiquement la plus fréquente des lithiases urinaires. Elle touchait préférentiellement les jeunes garçons (aujourd'hui encore dans les populations les plus pauvres) par carences nutritionnelles et affections parasitaires de la vessie. Les facteurs en cause seraient un déficit vitaminique, et un régime riche en céréales et pauvre en protéines animales. Les calculs de vessie sont décrits dans toutes les civilisations antiques et médiévales. Au fil du temps, les petits calculs s'éliminent douloureusement avec l'urine, mais les gros peuvent aboutir à une obstruction totale avec rétention aigüe d'urine, non traitée cette rétention évolue vers une infection généralisée ou la rupture de la vessie.
Cette lithiase vésicale infantile se raréfie à partir du XVIIIe siècle, en commençant par les couches sociales les plus favorisées. Dans la première moitié du XXe siècle, en Europe, elle est encore habituelle en Russie, en Hongrie, dans les Balkans, et dans les zones les plus pauvres d'Islande et de Sicile.
Elle tend à être remplacée par une lithiase vésicale des hommes adultes, liée à des séquelles d'infections génitales qui bloquent l'urètre. Depuis l'arrivée des antibiotiques, cette lithiase vésicale adulte se raréfie elle aussi. La lithiase vésicale épargne généralement les petites filles et les femmes, car contrairement à l'autre sexe, leur urètre est court, large, et droit, laissant passer du sable urinaire avant que de gros calculs puissent se former.
En réduisant la fréquence de la lithiase vésicale, l'environnement moderne et son alimentation (riche en viandes) auraient augmenté la fréquence de la lithiase rénale.

## La taille antique et médiévale

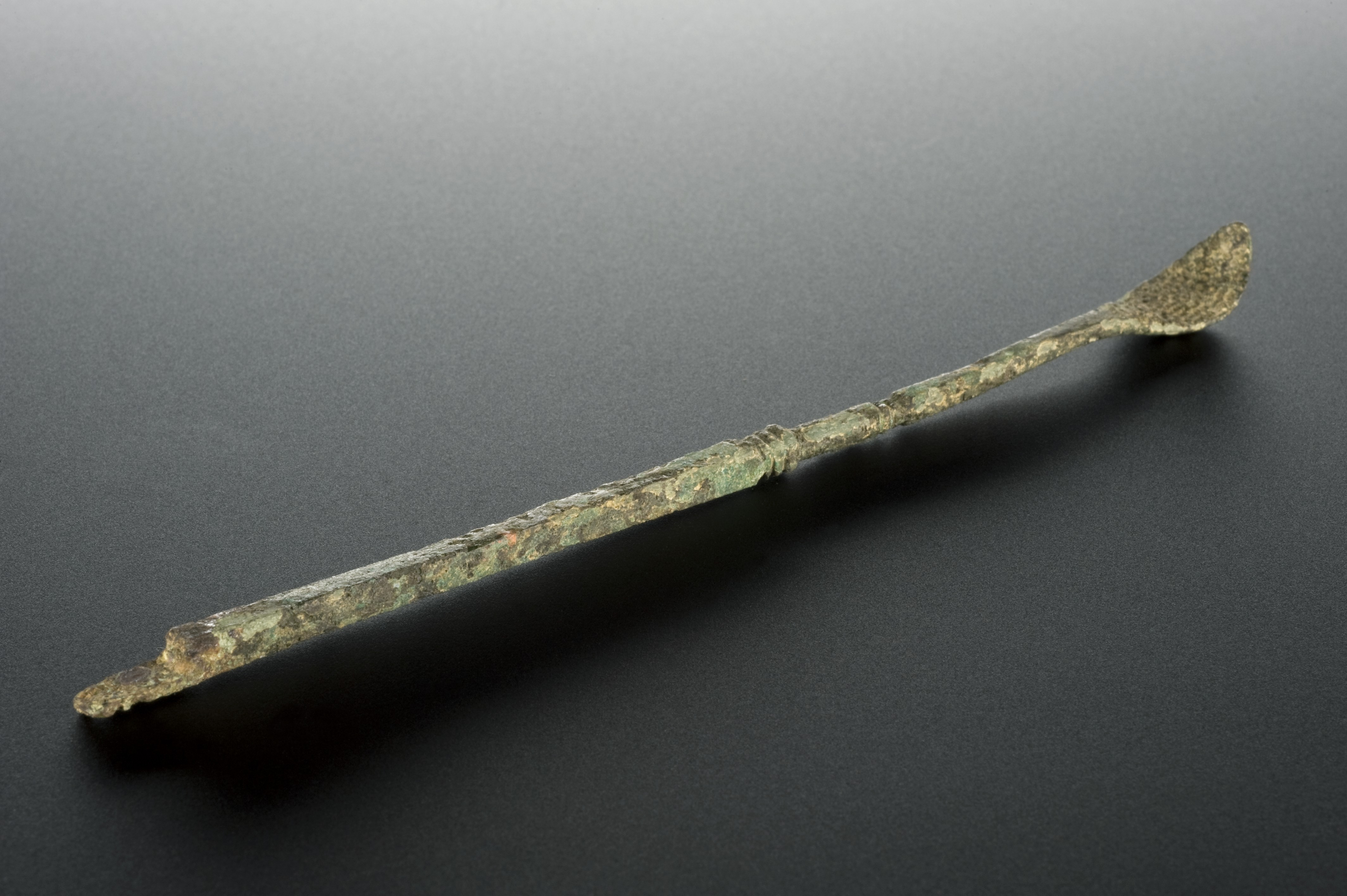
Curette en bronze pour lithotomie, Rome antique.

De l'Antiquité à la Renaissance, l'opération de la taille est dite « par le petit appareil », car elle ne nécessite que deux instruments simples : le scalpel et le crochet. C'est aussi une taille par le bas appareil, l'incision étant périnéale. Elle serait d'origine indienne ou perse. Hippocrate (460-375 av. J.-C.) en interdit l’exercice dans son serment compte tenu de sa dangerosité. Ammonius d'Alexandrie, vers 250 av.J.C est le premier à couper ou rompre dans la vessie, les calculs trop gros pour être extraits (d'où son surnom, Ammonius « le Lithotome » ou « le Lithotomiste »).
Au Ier siècle apr. J.-C., le romain Celse donne de l'opération, une description détaillée, la plus complète et la plus précise de l'antiquité. Il mentionne la gravité des complications opératoires (hémorragie et gangrène). L'opération consistait en un toucher rectal d'un ou de deux doigts d'une main, pour essayer d'amener la pierre à la peau, puis d'inciser de l'autre main pour ramener la pierre avec un crochet. Cette opération était indiquée après l'échec d'un cathétérisme urétral, réalisé à l'aide de diverses sondes légères en airain (instruments conservés au musée de Pompéi) destinées à libérer le passage de l'urine.
Antylus (IIe ou IIIe siècle apr. J.-C.) préconise une incision périnéale latérale. Paul d'Égine (VIIe siècle) effectue une incision oblique, latéralisée à gauche. L'opération est couramment pratiquée par les médecins arabes du Xe siècle apr. J.-C. : Abulcassis reprend la taille de Celse (ou « méthode grecque »), mais avec une incision transversale gauche. Pour le cathétérisme, Avicenne préconise des sondes souples en cuir mais renforcées de plomb.
En occident médiéval, cette opération est délaissée par les médecins et chirurgiens savants (interdit hippocratique) pour être laissée à des empiriques clandestins. En France, ils sont appelés inciseurs, tailleurs, coureurs, triacleurs ou drameurs de pierre.

## La taille classique et moderne
En Occident, la « taille par le petit appareil » est délaissée à partir du XVIe siècle au profit de la « taille par le grand appareil », c'est-à-dire avec un appareillage plus important (instruments plus divers et plus sophistiqués, dont le lithotome).

### Grand appareil par voie basse

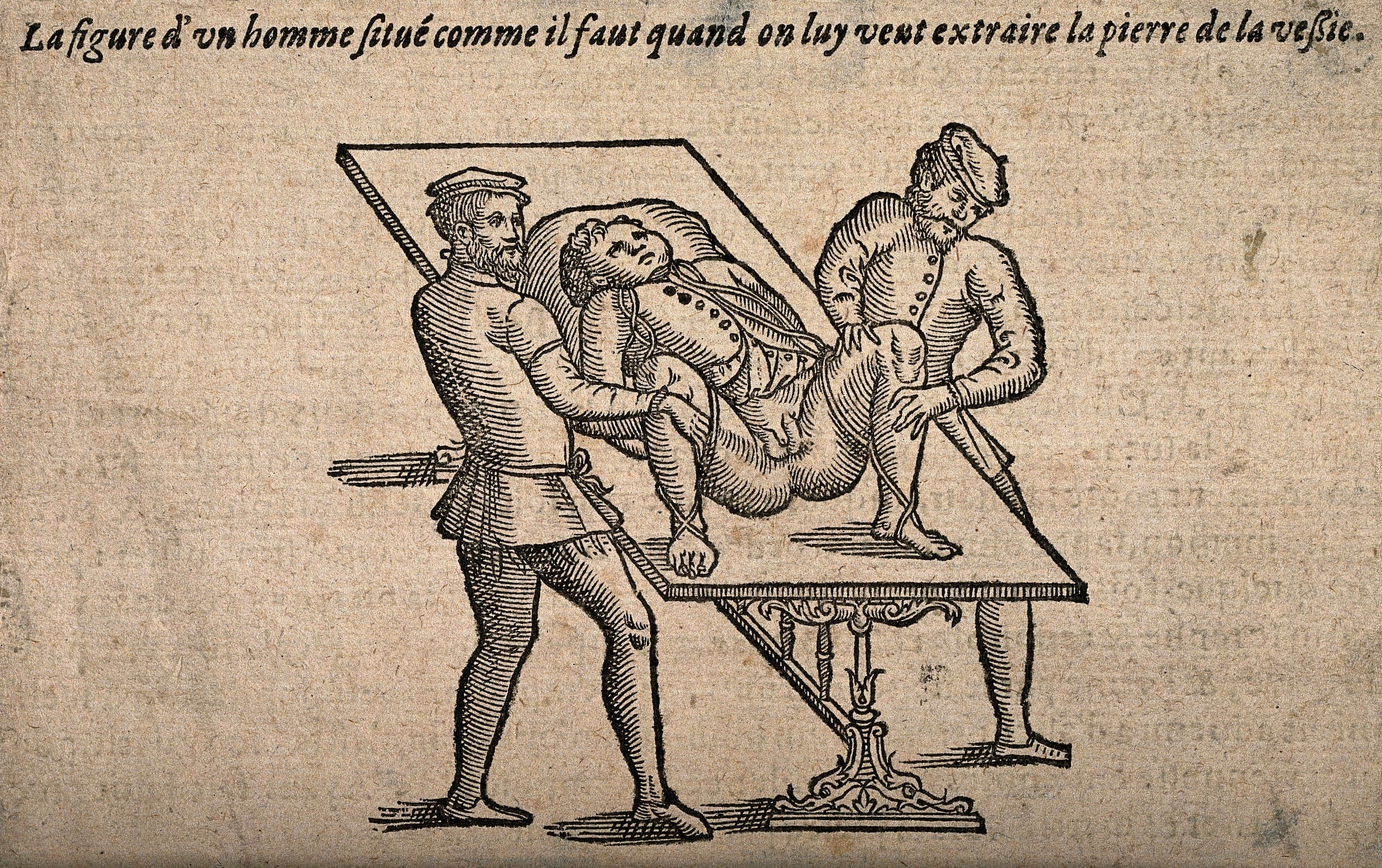
Position du patient pour lithotomie en 1628

Vers 1520, à Crémone, Jean Desromains imagine, à la fin de sa vie, un itinerarium, une sonde urétrale métallique avec une rainure. Après ouverture du périnée et de l'urètre prostatique pour être au contact de la sonde, il introduit dans la rainure un instrument chargé de rompre la pierre (lithotome) et de l'extraire avec ses débris. Il confie cette technique à son ami Marianus Sanctus (1489-1550) qui la publie sous le titre Libellus aureus de lapide e vesica extrahendo (1522) c'est la première innovation chirurgicale à se faire connaitre par l'imprimerie. La « Méthode de Marianus », aussitôt adoptée dans toute l'Europe, supplante l'ancienne « Méthode de Celse ».
La taille devient par « grand appareil », car les nouveautés instrumentales se multiplient : novacula (rasoir en forme de couteau), explorateur (tige), aperiens (dilatateur), forceps et écarteurs, cochlear (cuillère ou curette), etc. Les chirurgiens de la Renaissance, désormais, ne méprisent plus la taille, ils la disputent aux empiriques. Le succès est tel que des chirurgiens deviennent exclusivement lithotomistes, avec des secrets professionnels familiaux, liés à de nouveaux instruments nécessitant un entraînement spécifique.
À partir d'Henri II, les rois de France ont leur opérateur de la pierre, tous issus de père en fils (ou gendres) de Laurent Collot. Cette famille fournira 8 générations d'opérateur du Roy pour la Pierre, dont Philippe Collot, jusqu'à Louis XIV, ce dernier partageant le monopole des Collot avec les Tolet. Les secrets des Collot seront publiés en 1727 (ouvrage posthume de François Collot), alors que François Tolet (1647-1724) avait déjà publié son fameux Traité de la Lithotomie (1693).

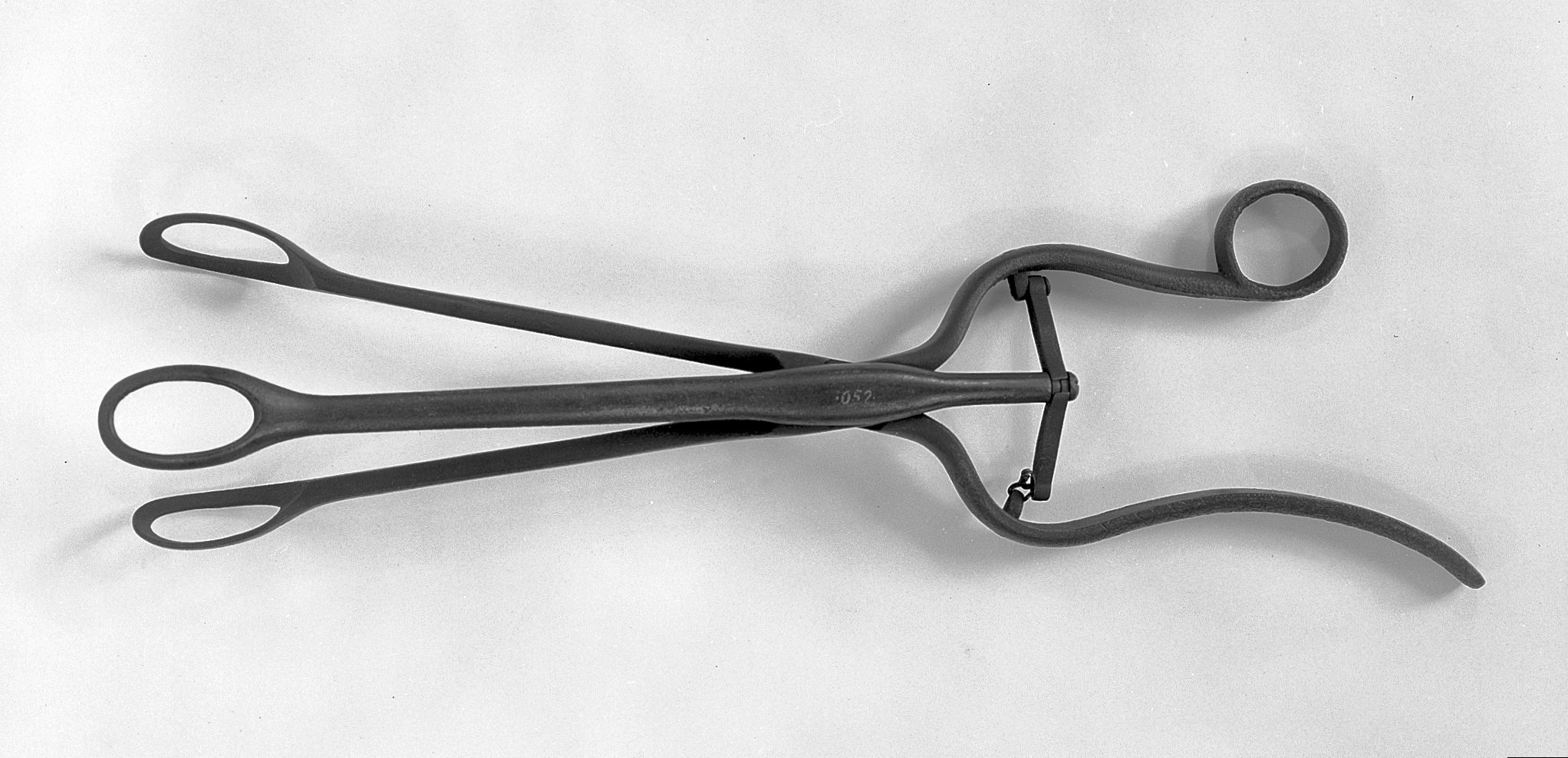
Dilatateur à lames fenêtrées du XVIe siècle, destiné aux lithotomies.

Jacques de Beaulieu (1651-1704) dit « frère Jacques » (faux capucin et faux chirurgien) se fait connaitre par son incision oblique et latérale par grand appareil, il parcourt toutes les grandes villes d'Europe réalisant plus de 5000 tailles. L'opération est plus rapide et moins douloureuse, mais aussi plus délabrante, frère Jacques ignorant l'anatomie. Lorsqu'il se présente à Versailles, Louis XIV le fait évaluer par Jean Méry, premier chirurgien de l'hôtel-Dieu. Frère Jacques réalise une série de 60 opérations, avec 25 décès dont 7 dans les 24 heures, et seulement 13 guérisons sans trop de séquelles. Il doit fuir la France, pour continuer à tailler à Genève, Aix-la-Chapelle, Amsterdam, ses déplacements étant rythmés par l'alternance de ses succès et de ses échecs.
Toutefois sa méthode est améliorée par de nombreux chirurgiens dont l'anglais Cheselden (1688-1752) et le français Jean Baseilhac (1703 -1783) dit « frère Come », ce dernier invente un « lithotome à lames cachées » conduit par la rainure du cathéter urétral, ainsi qu'une « sonde à dard » permettant un meilleur repérage de la pierre.

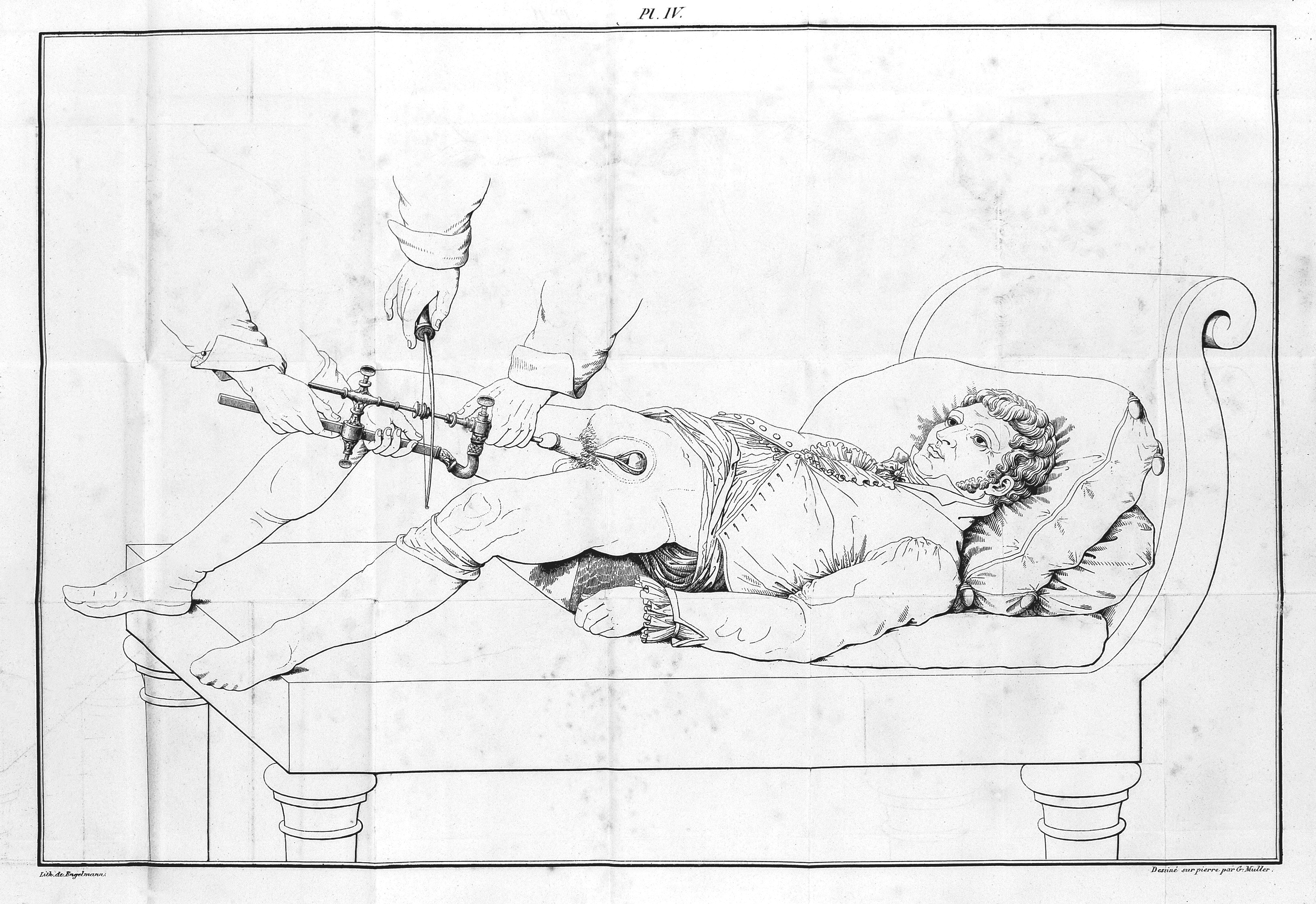
Broiement de la pierre dans la vessie, Jean Civiale 1827.

En 1824, Jean Civiale (1796-1867) utilise un tire-balle pour détruire un calcul vésical sans ouverture chirurgicale. Le tire-balle était déjà un instrument servant à extraire les corps étrangers comme une balle de fusil. Il introduit l'instrument par l'urètre, en ouvre les branches et saisit la pierre. Avec un fin trépan dans un conduit aménagé au centre de l'instrument, il perfore la pierre pour mieux la briser. Ce qui donne lieu à une nouvelle vague de nouveaux instruments (percuteur, broyeur...). C'est la lithotritie mécanique moderne.
L'anglais Henry Thomson (1820-1904) la perfectionne. Il opère par deux fois Napoléon III alors en exil en Angleterre, mais le patient décède peu après en 1873. Le problème des débris restant en place n'est pas résolu. L'américain Bigelow (1818-1890) invente un aspirateur de débris, assurant l'évacuation immédiate et complète de la vessie.

### Grand appareil par voie haute
En 1560, Pierre Franco (1506-1579) réalise une taille par grand appareil par voie haute (sus-pubienne), mais n'ose pas recommencer. En 1719, l'anglais John Douglas (frère de l'anatomiste James Douglas) fait la démonstration que la taille « au haut appareil » est parfaitement réalisable, il la publie sous le titre Lithotomia Douglassiana with a course of operations. Mais cette méthode est d'abord peu suivie, elle finira par s'imposer lentement.
Avec l'anesthésie et l'antisepsie, la taille haute codifiée (voie rétro-pubienne) finit par devenir la règle. Cette taille est indiquée quand la lithotritie n'est pas possible. En France, Félix Guyon (1831-1920) devient le maître incontesté de ce domaine, en étant considéré comme le père-fondateur de l'urologie française.
La lithotomie décline et disparait à partir du XXe siècle, avec la quasi-disparition de la lithiase vésicale dans les pays développés. Aujourd'hui on dispose de lithotriteurs à décharges électriques, à onde de choc, à ultra-sons, utilisables par voie extracorporelle ou endoscopique, capables d'éliminer sans douleur et sans séquelles les calculs les plus résistants.

## Représentations artistiques
La lithotomie ou « extraction de la pierre de folie » a été représentée par plusieurs peintres flamands des XVe et XVIe siècles. Il s'agit ici de trépanations, où la folie est assimilée à une pierre symbolique dans le cerveau, à laquelle on offre une issue de sortie, par analogie avec la pierre de vessie.

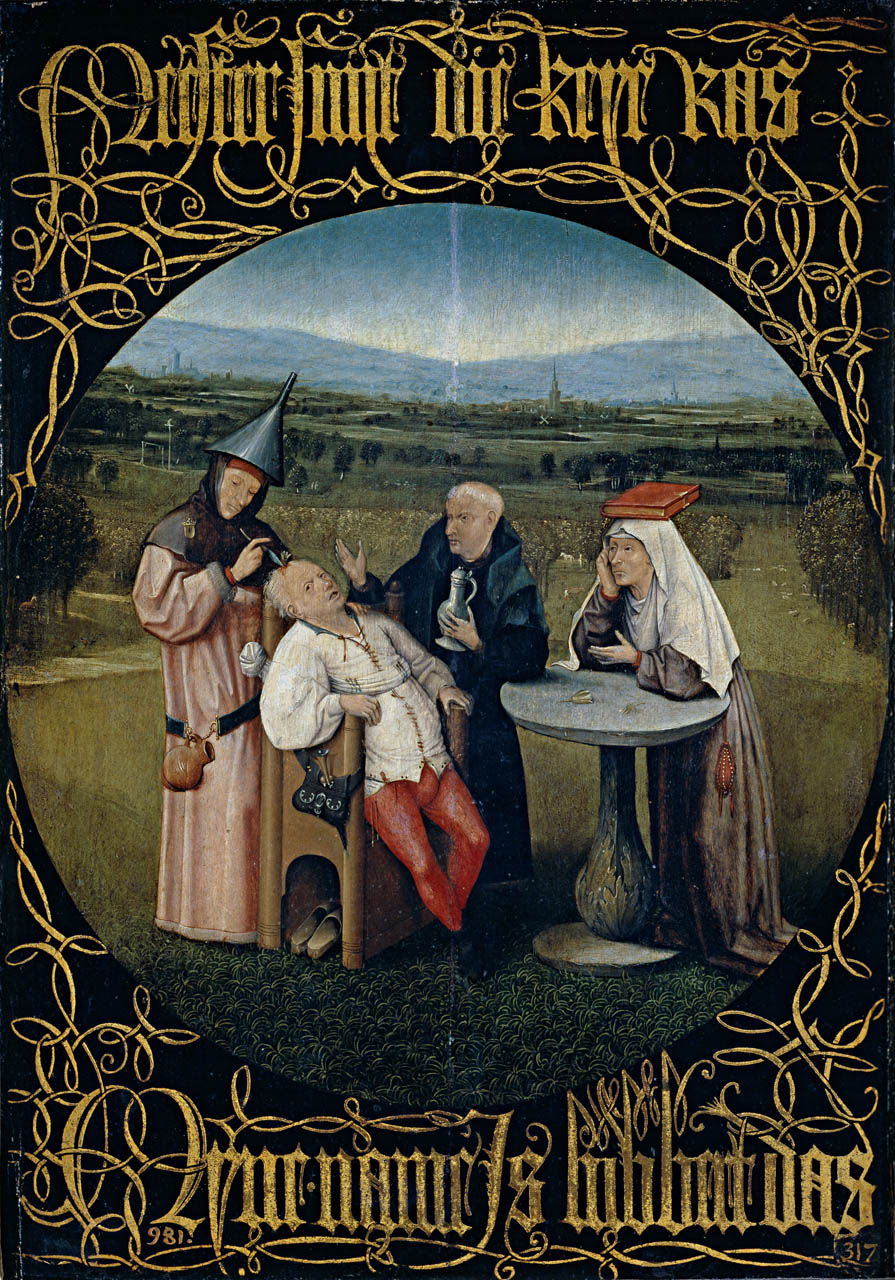
La lithotomie (ou La cure de la folie) par Jérôme Bosch, huile sur bois, 48 × 35 cm (1488-1516) Musée du Prado (Madrid
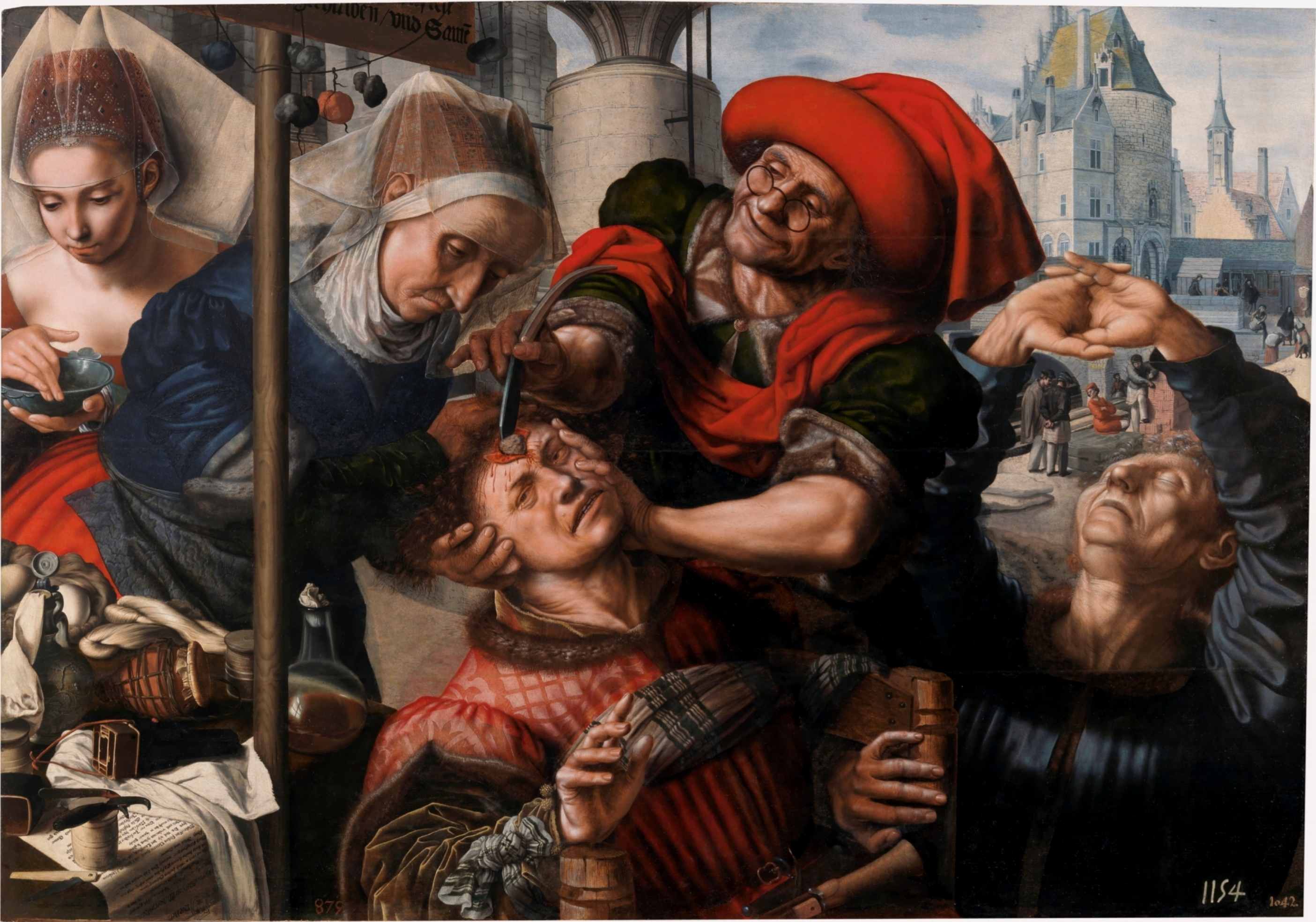
L'Excision de la pierre de Folie de Jan Sanders van Hemessen, 1555, Musée du Prado, Madrid
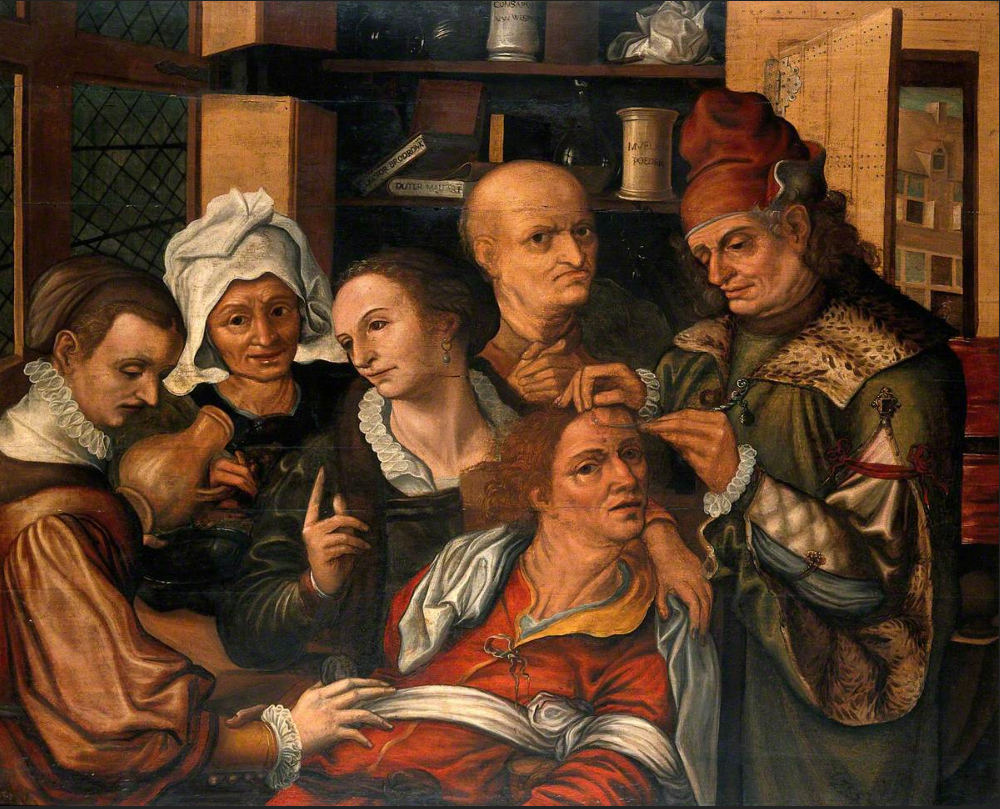
A surgeon extracting the stone of folly, par Pieter Huys, Wellcome Library, Londres
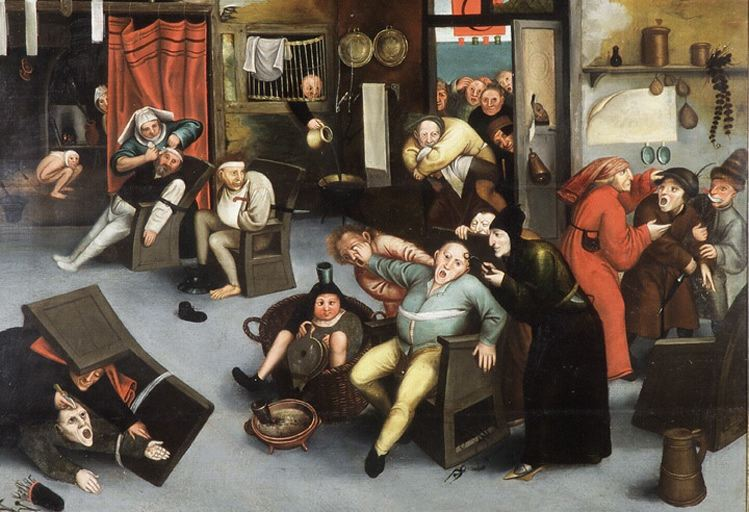
L'Excision de la pierre de folie, par Pieter Brueghel l'Ancien, copie exécutée vers 1520, Musée de l'hôtel Sandelin, Saint-Omer.
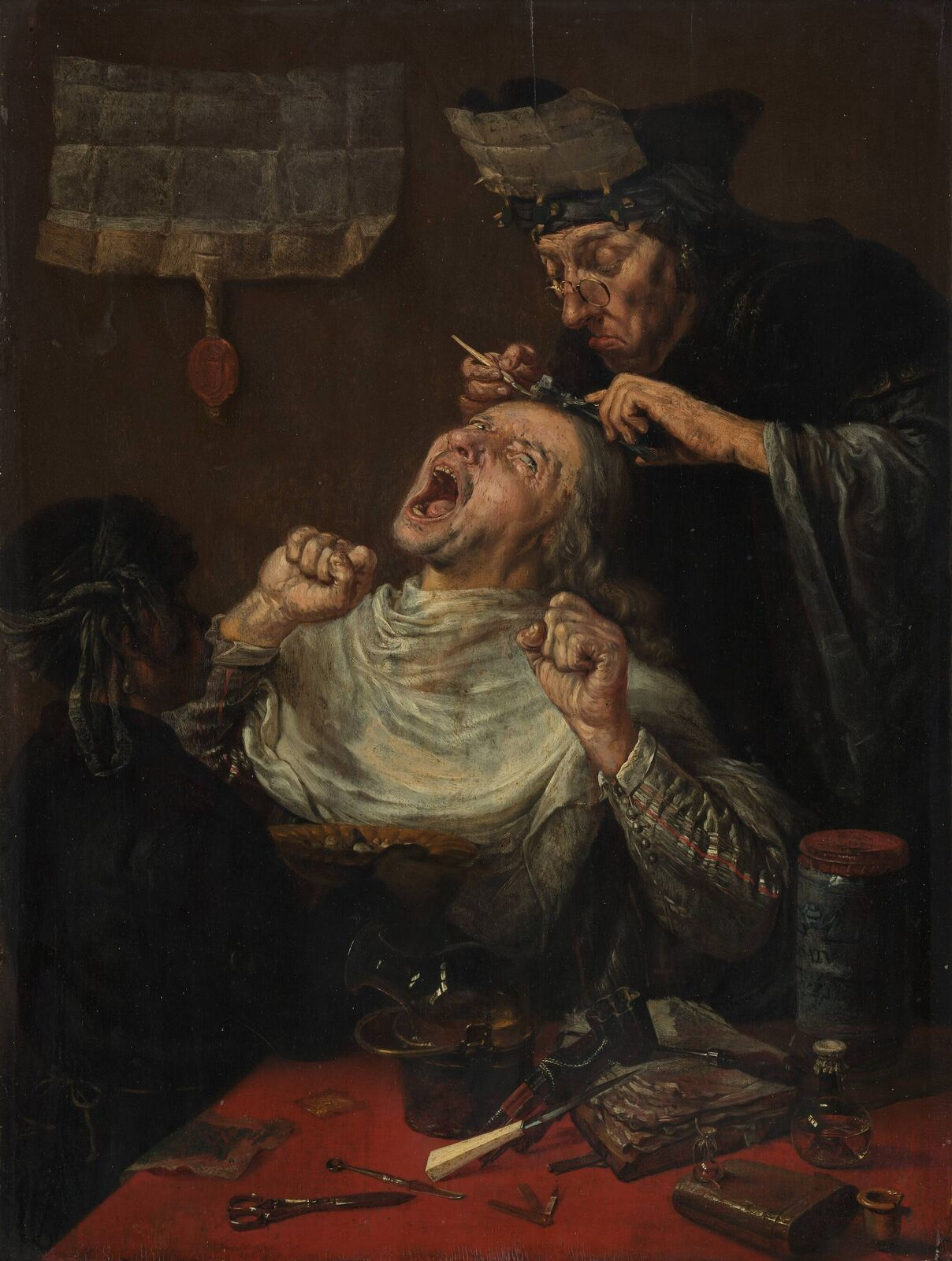
L’extraction de la Pierre de folie, anonyme, XVIIe siècle, Musée Boijmans Van Beuningen, Rotterdam

En musique, Marin Marais (1656-1728) compose en 1690 une pièce musicale intitulée : Le Tableau de l'Opération de la Taille, qui décrit l'angoisse, les souffrances et le soulagement de l'opéré de la pierre. Des didascalies décrivent les différents mouvements musicaux correspondant aux différents temps opératoires :
L'aspect de l'appareil / Frémissement en le voyant / Résolution pour y monter / Parvenu jusqu'en haut / Descente dudit appareil / Réflexions sérieuses / Entrelacement des soies entre les bras et les jambes / Ici se fait l'incision / Introduction de la tenette / Ici l'on tire la pierre / Ici l'on perd quasi la voix / Écoulement du sang / Ici l'on ôte les soies / Ici l'on vous transporte dans le lit / Les relevailles.
En littérature, Jean-Jacques Rousseau raconte dans ses Confessions (Livre XI), comment il fut sondé par frère Côme (Jean Baseilhac), en vue d'une éventuelle opération de la taille. Diderot mentionne aussi frère Côme dans Jacques le fataliste.